# Colden Common
Colden Common – wieś w południowej Anglii, w hrabstwie Hampshire, w dystrykcie Winchester, położona na wschodnim brzegu rzeki Itchen, na obrzeżu parku narodowego South Downs. Leży 9 km na południowy wschód od miasta Winchester i 101 km na południowy zachód od Londynu. W 2001 miejscowość liczyła 3681 mieszkańców.